# Bracon punctithorax
Bracon punctithorax är en stekelart som beskrevs av Vladimir Ivanovich Tobias 1959. Bracon punctithorax ingår i släktet Bracon och familjen bracksteklar. Inga underarter finns listade.